# Танагра-сикіт
Тана́гра-си́кіт (Lanio) — рід горобцеподібних птахів родини саякових (Thraupidae). Представники цього роду мешкають в Мексиці, Центральній і Південній Америці.

## Види
Виділяють чотири види:
- Танагра-сикіт білокрила (Lanio versicolor)
- Танагра-сикіт рудогуза (Lanio fulvus)
- Танагра-сикіт юкатанська (Lanio aurantius)
- Танагра-сикіт білогорла (Lanio leucothorax)

## Етимологія
Наукова назва роду Lanio походить від зміненої наукової назви роду Сорокопуд (Lanius, Linnaeus, 1758).